# 진양호동물원
진양호동물원(晋陽湖動物園)은 경상남도 진주시에 위치한 동물원이다. 시설부지는 30000m2로 사육동은 26동이 있다.

## 관람
- 하절기 : 3 ~ 10월, 오전 9시 ~ 오후 6시(입장마감 오후 5시)
- 동절기 : 11 ~ 12월, 오전 9시 ~ 오후 5시(입장마감 오후 4시)

## 보유 동물

### 현재 보유 중

#### 포유류
- 호랑이, 불곰, 아시아흑곰, 라쿤, 미어캣, 남아메리카코아티, 줄무늬스컹크, 오타리아, 일본원숭이, 히말라야원숭이, 다람쥐원숭이, 염소, 양, 단봉낙타, 라마, 조랑말, 아메리카들소, 다람쥐, 꽃사슴, 검은꼬리프레리도그, 친칠라, 기니피그, 집토끼

#### 조류
- 타조, 독수리, 금계, 은계, 백한, 오골계, 당닭, 인도공작, 뉴기니아앵무, 사랑앵무, 뿔닭, 거위, 청둥오리, 머스코비오리, 공작비둘기, 왕관앵무

#### 어류
비단잉어

### 과거 보유

#### 포유류
아프리카코끼리, 기린, 사자, 쌍봉낙타, 개, 검둥이원숭이, 삵, 너구리, 늑대, 미니돼지, 페럿, 망토개코원숭이, 당나귀

#### 조류
모란앵무, 말똥가리, 황조롱이, 수리부엉이, 원앙, 왜가리, 큰부리큰기러기, 공작비둘기

## 교통편
- 통영대전고속도로 서진주 나들목
- 경전선 진주역